# Lithurgus unifasciatus
Lithurgus unifasciatus är en biart som beskrevs av Radoszkowski 1882. Lithurgus unifasciatus ingår i släktet Lithurgus och familjen buksamlarbin. Inga underarter finns listade i Catalogue of Life.